# Yunlong (Dali)
Yunlong léase Yun-Lóng (en chino:云龙县, pinyin:Yúnlóng xiàn, lit: nube del dragón) es un condado bajo la administración directa de la prefectura autónoma de Dali. Se ubica al norte de la provincia de Yunnan, sur de la República Popular China. Su área es de 4721 km² y su población total para 2010 fue cercana a los 200 mil habitantes.

## Administración
El condado Yunlong se divide en 11 pueblos que se administran en 4 poblados y 7 villas. 